# Казанцев, Анатолий Викторович
Анато́лий Ви́кторович Каза́нцев ( 16 (29) февраля 1912, Тамбов, Российская империя — 14 июля 2000, Киев) — советский и украинский живописец. Член НСХУ (1951). Муж Н. С. Ган.

## Биография
Участник Второй мировой войны с апреля 1942 года, лейтенант интендантской службы, зав. делопроизводством-казначей 376-й отдельной транспортной роты 51-го укрепленного района.
В 1950 году окончил Киевский художественный институт (преп.: К. Елева, Ф. Кричевский, Т. Яблонская). Работал преподавателем Киевского художественно-промышленного техникума. С 1975 года — на творческой работе.
Участник различных художественных выставок с 1938 года. Персональные выставки: Москва (1951), Пенза (1952), Тамбов (1953), Тбилиси (1954). Создавал портреты, натюрморты, пейзажи в реалистичном стиле.
Соавтор и иллюстратор методического пособия «Рисование с натуры» (К., 1971), оформил книгу «Курс пластической анатомии» Н. Ган (К., 1965).
Отдельные работы художника хранятся в музеях Киева, Львова, Батуми, Риги, Пензенской картинной галерее, ГТГ (Москва).

## Признание
- орден Отечественной войны II степени  (11.3.1985)
- медали

## Произведения
Живопись:
- «Батуми» (1944),
- «Капандиби» (1945),
- «Генерал-майор Г. Квахадзе» (1946),
- «Гобелен готов» (1949),
- «Сталин с матерью» (1950),
- «Улица в Гурзуфе» (1955),
- «У реки» (1956),
- «Утро в Гурзуфе» (1956),
- «Праздник зимы» (1958),
- «Люба» (1959),
- «Натюрморт» (1960),
- «Море» (1960),
- «Гурзуф» (1961),
- «Солнечный день» (1961),
- «Вышивальщица Л. Панченко» (1961),
- «Тбилиси. В парке» (1962),
- «Жаркий день» (1962),
- «Украинский натюрморт» (1963),
- «Пионы» (1963),
- «Передовик производства Г. Мандрик» (1965),
- «У моря» (1969),
- «Вышивальщицы» (1969),
- «Великому Кобзарю» (1969),
- «Связист Маричка» (1970),
- «Дом А. Чехова в Гурзуфе» (1971),
- «Африканский натюрморт» (1972),
- «Ю. Гагарин» (1973),
- «Киев социалистический» (1973),
- «Украинская керамика» (1973),
- «Детвора» (1977),
- «Счастье матери» (1978),
- «До праздника» (1978),
- «У стен крепости» (1979),
- «Рядовой Г. Зинченко» (1979),
- «Днепр мой» (1980),
- «В парке» (1980),
- «Рожь созрела» (1980),
- «Трамвайная остановка» (1984),
- «Седнев» (1987),
- «Юный музыкант» (1988).